# Gare de McAdam
La gare de McAdam à McAdam, au Nouveau-Brunswick (Canada), est à la fois une gare patrimoniale, un site historique provincial et un site historique national. Construite en 1901, elle fut l'une des principales gares de la province, avant de voir son importance baisser à partir des années 1960 et d'être abandonnée en 1994. La gare est aujourd'hui un musée.

## Architecture
La gare est située près du centre du village, sur le chemin Saunders, en face de l'étang de McAdam, plus précisément du côté ouest de la voie menant à Saint-Andrews.
La gare fut conçue en 1899 par l'architecte Edward Maxwell dans le style château. C'est le style que privilégiait le Canadien Pacifique pour ses hôtels et ses grandes gares au début du XXe siècle. Les éléments typiques en sont sa silhouette élancée surmontée de toits en croupe pentus avec des avant-toits évasés, des lucarnes à pignon et une tour à flèche pointue. Maxwell s'est aussi inspiré des gares construites en Nouvelle-Angleterre par Henry Hobson Richardson. Les éléments typiques en sont la texture brute et l'apparence massive des murs de pierre, et plus particulièrement l'emploi de granite gris local, avec de grands blocs à surface rugueuse disposés régulièrement au-dessous du large avant-toit, les moellons réguliers à surface lisse au-dessus de l'avant-toit, les couronnements en pierre de taille avec des faîteaux sphériques ornant les lucarnes à pignon de pierre le long du toit, les bandeaux originaux en encorbellement ornant les pavillons central et nord, les garnitures de fenêtres et pierres d'angle accentuées de granit rouge de Welsford. Les éléments typiques des gares du début du XXe siècle incluent les larges débords de toit de la plate-forme, soutenus par des consoles en bois disposées régulièrement et la fenêtre du bureau du chef de gare percée sur le côté de la plate-forme,.
Les menuiseries sont d'origine, y compris les pilastres et revêtements de poutres décoratifs, les cadres de portes et de fenêtres, les poteaux et composantes d'escalier sculptés, les boiseries à rainures en V, et les plinthes. Les luminaires sont également d'origine.

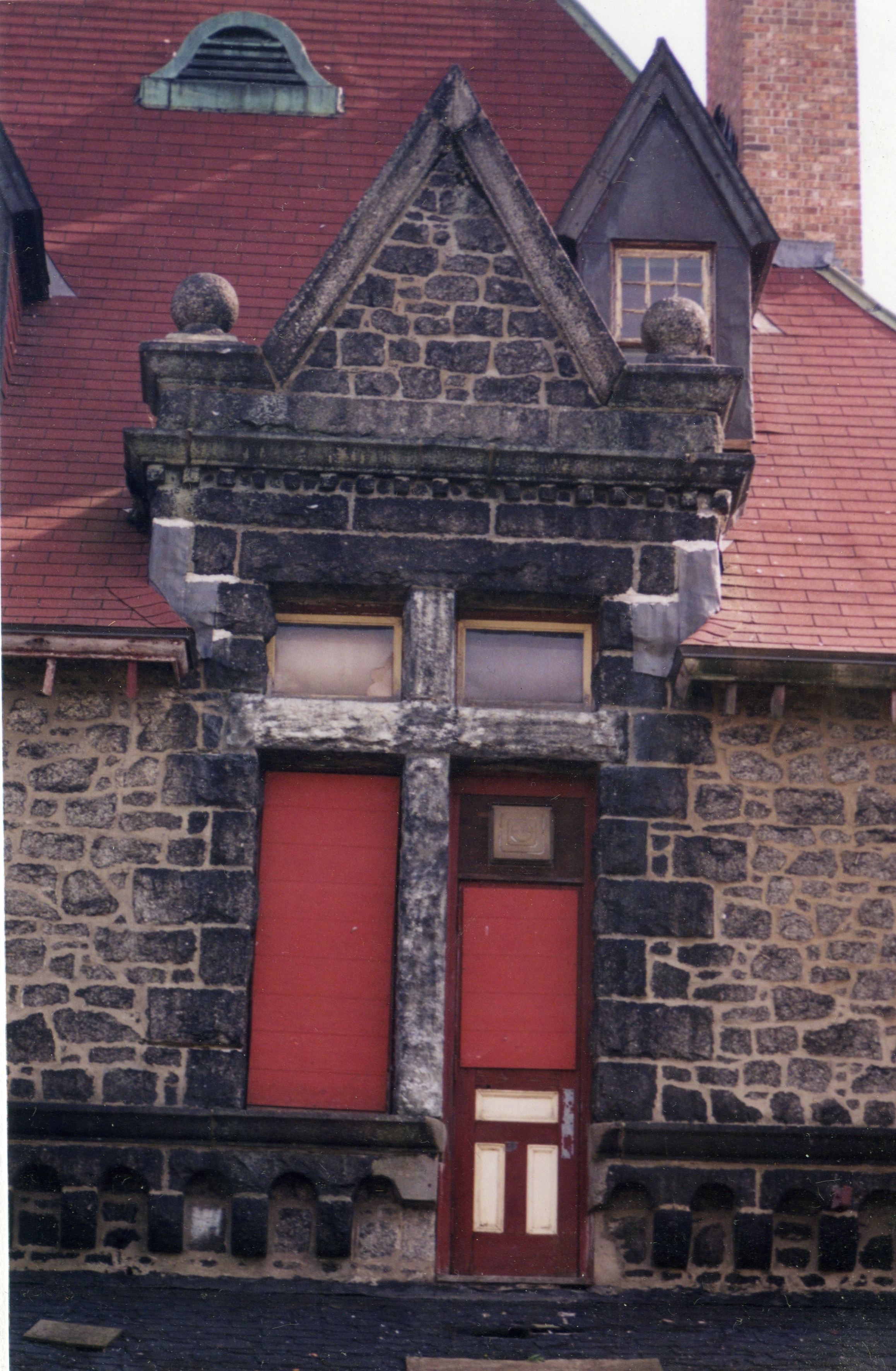
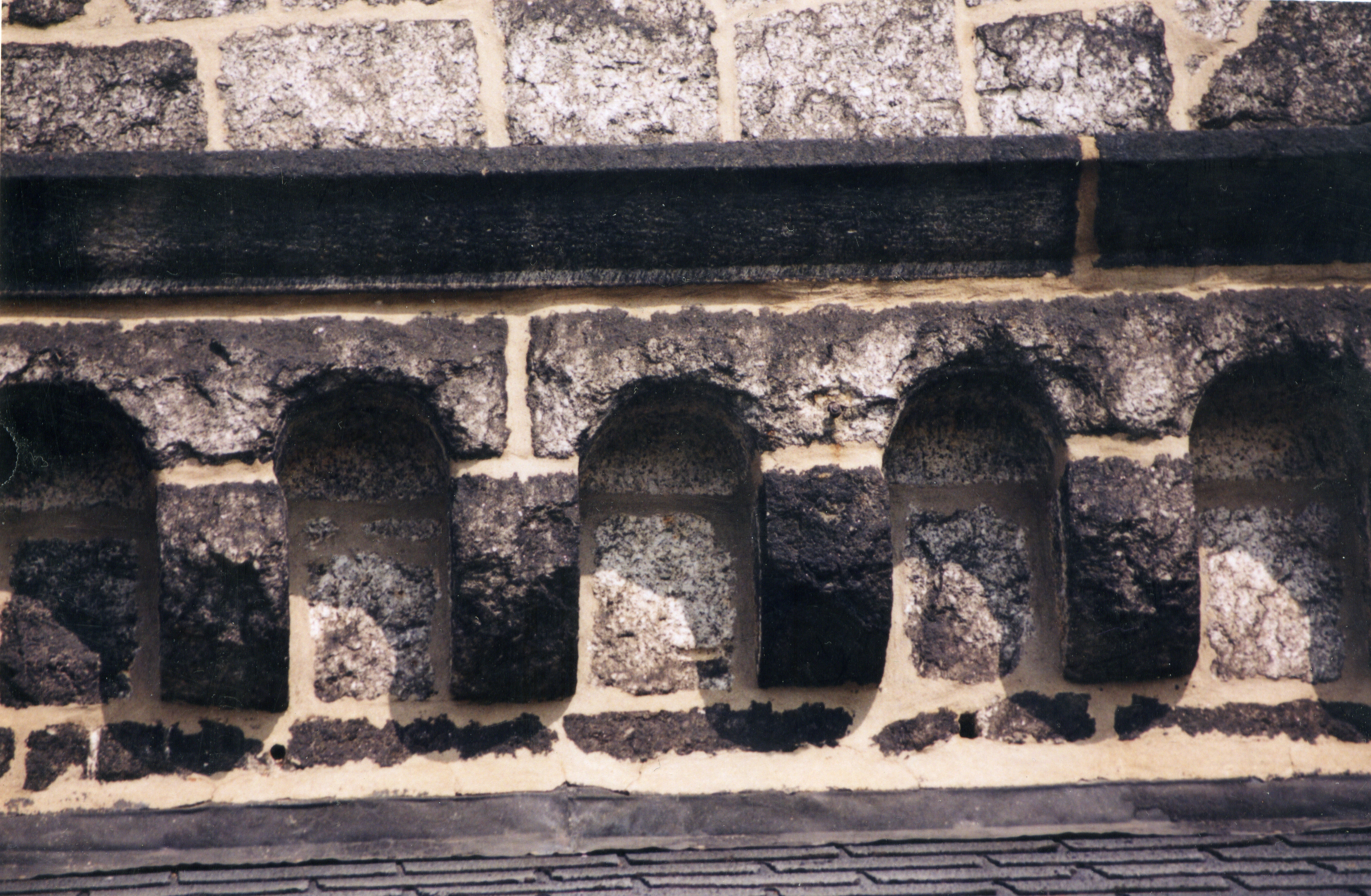
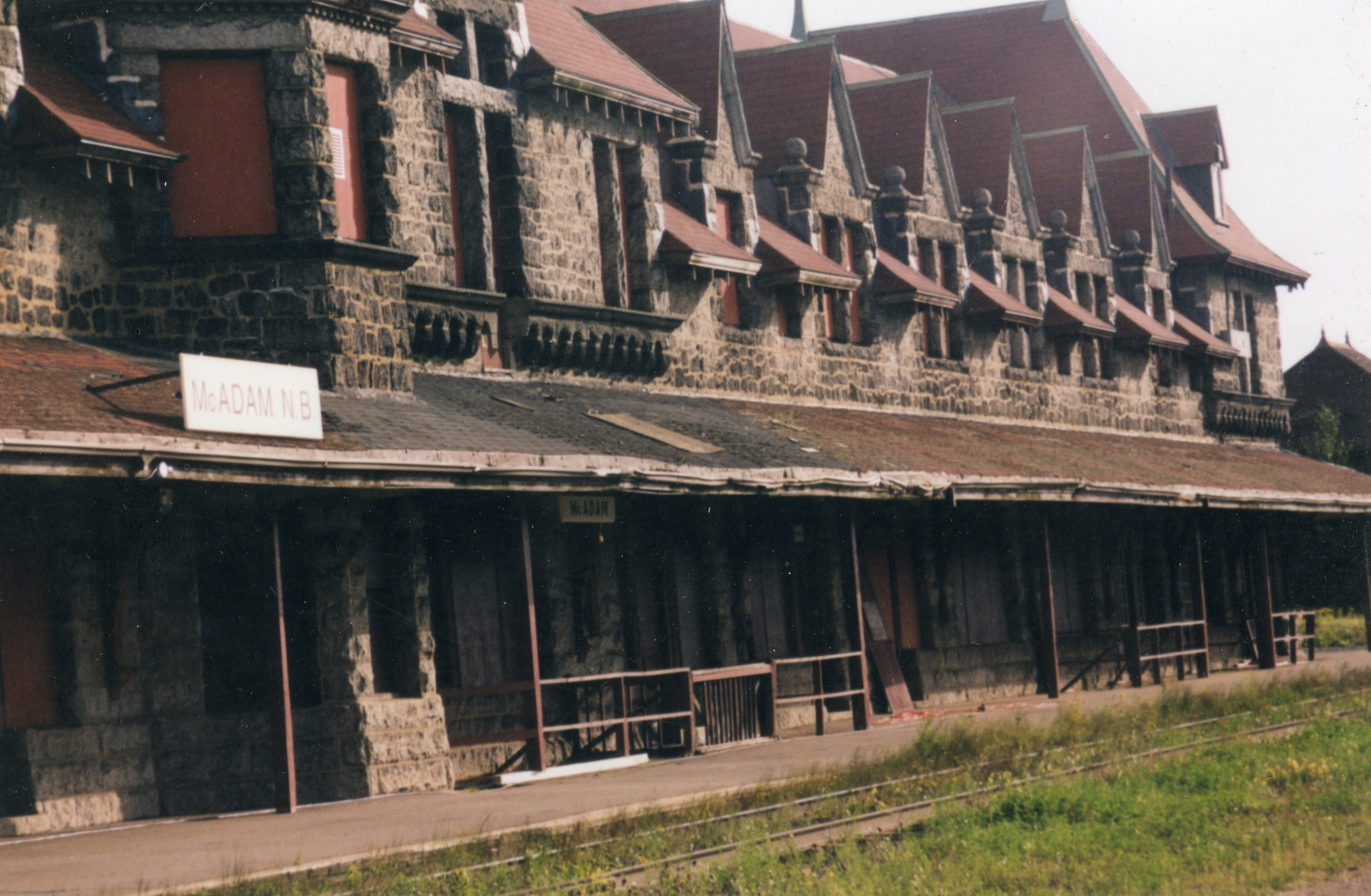

## Histoire

### Le chemin de fer à McAdam
L'histoire ferroviaire à McAdam commença au milieu du XIXe siècle, lorsque le Chemin de fer Saint Andrews & Québec fut construit dans la région en direction de Woodstock, en se servant d'un relevé datant des années 1840. À cette époque, la frontière internationale au nord du fleuve Sainte-Croix était non délimitée et l'Amérique du Nord britannique avait de bonnes chances d'obtenir toute la vallée du fleuve Saint-Jean. La guerre d'Aroostook et ensuite le traité Webster-Ashburton créèrent la frontière actuelle et le SA&Q perdit toute possibilité de construire un chemin de fer à travers la région. McAdam était alors une petite communauté appelée City Camp et comprenait plusieurs camps de bûcherons.
Vers la fin des années 1860, l'« extension vers l'ouest » du chemin de fer European & North American fut construite entre Saint-Jean et Sainte-Croix, à la nouvelle frontière, où elle communiquait avec une autre ligne du E&NA allant de Bangor à Vanceboro.
La jonction à City Camp où le E&NA croisait la ligne du SA&Q (racheté par le Chemin de fer New Brunswick & Canada) fut renommée McAdam. En 1833, le Chemin de fer du Nouveau-Brunswick (NBR), le successeur du NB&C, prit possession de la ligne du E&NA, faisant du McAdam une jonction du NBR.
En 1889, le Canadien Pacifique construisit le Chemin de fer international du Maine, le dernier tronçon d'un chemin de fer transcontinental et, l'année suivante, loua le NBR pour 999 ans et fit de Saint-Jean son terminus est.

### La gare
Afin d'accueillir les riches voyageurs se rendant de Montréal à l'hôtel Algonquin de Saint-Andrews, appartenant aussi au Canadien Pacifique, la compagnie avait besoin d'une grande gare pour remplacer l'ancienne. La gare fut construite entre 1900 et 1901 par l'entrepreneur Joseph McVay, au coût de 30 000$. La gare de McAdam étant à la jonction de deux lignes importantes, Montréal - Saint-Jean et Edmundston - Saint-Stephen, elle voyait, à son apogée, jusqu'à 16 trains de passagers par jour. Pour répondre à la demande, des ailes dans un style similaire furent ajoutées à l'est et à l'ouest, respectivement en 1910 et 1911, afin de pouvoir offrir des services de restauration et d'hôtellerie ainsi que pour avoir plus d'espace pour les bagages. L'étang de McAdam, d'une superficie de 2,4 hectares, fut creusé pour alimenter l'hôtel et les trains en eau,.
L'hôtel 5 étoiles de 30 chambres occupait tout le deuxième étage de l'édifice. Un casse-croûte, servant plus de 1200 repas par jour, occupait la partie ouest du premier étage. Au centre se trouvait un autre restaurant plus gastronomique et la cuisine. La partie comprenait une grande salle d'attente, une billetterie, un poste télégraphique et un entrepôt pour les bagages. La gare comprenait aussi une cellule, opérée par les Services de police du Chemin de fer Canadien Pacifique.
En 1955, le Canadien Pacifique instaura un nouveau train rapide entre Montréal et Saint-Jean, l'Atlantic Limited. Les trains locaux en direction de Fredericton, Saint-Stephen et Woodstock furent annulés au début des années 1960, laissant McAdam avec un seul service quotidien.
L'hôtel ferma ses portes durant les années 1960. Les locaux servirent de bureau au Canadien Pacifique. Le casse-croûte a été fermé en 1976.
La gare est devenue lieu historique national le 15 juin 1976, pour son importance dans le développement du Canadien Pacifique et parce qu'elle est l'un des rares exemples de gare de style Château abritant un hôtel. L'édifice est devenu une gare patrimoniale en 1990,.
En 1978, la compagnie transféra la responsabilité de la gare à VIA Rail, qui continua d'exploiter le train de passagers sous le nom Atlantique. VIA Rail annula le service Atlantique en 1981. Le train fut rétabli en 1985, avec un service réduit à 3 passages par semaine, et complètement fermé le 17 décembre 1994.
Le Canadien Pacifique vendit ensuite la ligne passant à McAdam au Chemin de fer du sud du Nouveau-Brunswick. Cette compagnie vendit ensuite la gare au village de McAdam vers la fin des années 1990. La gare est devenue un site historique provincial le 12 septembre 2003.

## La gare de nos jours

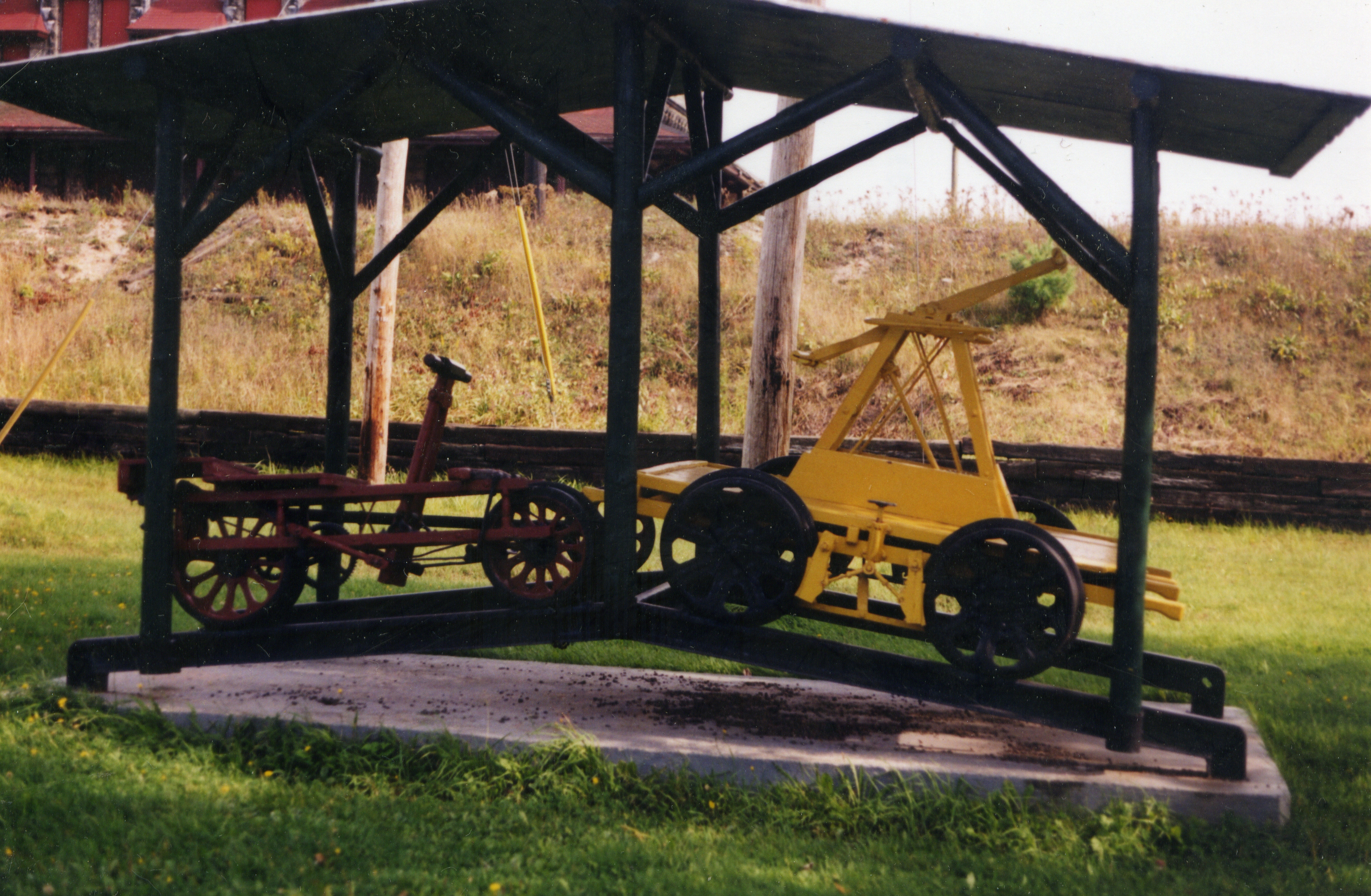

La gare est aujourd'hui exploitée par la McAdam Historical Restoration Commission (Commission de restauration historique de McAdam). Une levée de fonds a été organisée et la gare fut ensuite rénovée. La plupart des décorations et du mobilier d'origine ont pu être préservé.
La gare est ouverte aux visiteurs durant l'été. Elle attire environ 25 000 visiteurs par année.

## Timbre
La gare figure sur un timbre de Postes Canada, émis le 5 mai 1989 pour les colis (2 dollars).